# Diphtherophora
Diphtherophora är ett släkte av rundmaskar. Enligt Catalogue of Life ingår Diphtherophora i familjen Diphterophoridae, men enligt Dyntaxa är tillhörigheten istället familjen Diphtherophoridae.
Diphtherophora är enda släktet i familjen Diphterophoridae.
Kladogram enligt Catalogue of Life och Dyntaxa:
| Diphtherophora | \| \| Diphtherophora brevicolle \| \| \| \| \| \| Diphtherophora communis \| \| \| \| |
|                | \| \| Diphtherophora brevicolle \| \| \| \| \| \| Diphtherophora communis \| \| \| \| |
|                | Diphtherophora brevicolle                                                             |
|                |                                                                                       |
|                | Diphtherophora communis                                                               |
|                |                                                                                       |